# Raskovec
Il monte Raskovec con 1.967 m s.l.m. è una cima della Catena Nero-Tolminski Kuk-Rodica.